# Élections sénatoriales de 2020 dans les Ardennes
Les élections sénatoriales dans les Ardennes ont lieu le dimanche 27 septembre 2020. Elles ont pour but d'élire les sénateurs représentant le département au Sénat pour un mandat de six années.

## Contexte départemental
Lors des élections sénatoriales de 2014 dans les Ardennes, deux sénateurs ont été élus : Benoît Huré et Marc Laménie.
Depuis, tous les effectifs du collège électoral des grands électeurs ont été renouvelés, avec les élections départementales de 2015, les élections régionales de 2015, les élections législatives de 2017 et les élections municipales de 2020.

## Sénateurs sortants
| Sénateur | Sénateur     | Parti | Fonctions lors de l'élection en 2014                        |
| -------- | ------------ | ----- | ----------------------------------------------------------- |
|          | Benoît Huré  | LR    | Sénateur sortant, président du conseil général              |
|          | Marc Laménie | LR    | Sénateur sortant, conseiller général, maire de Neuville-Day |

## Présentation des candidats et des suppléants
Les nouveaux représentants sont élus pour une législature de 6 ans au suffrage universel indirect par les 979 grands électeurs du département. Dans les Ardennes, les sénateurs sont élus au scrutin majoritaire à deux tours. Leur nombre reste inchangé, deux sénateurs sont à élire. Les candidatures sont présentées ici dans l'ordre de leur dépôt à la préfecture.
| N°  | Candidats | Candidats           | Parti | Principales fonctions                                                 |
| --- | --------- | ------------------- | ----- | --------------------------------------------------------------------- |
| T 1 |           | Marc Laménie        | LR    | Sénateur sortant                                                      |
| s 1 |           | Véronique Corme     | LR    | Conseillère municipale de Charleville-Mézières                        |
|     |           |                     |       |                                                                       |
| T 2 |           | Jean-Paul Bachy     | DVG   |                                                                       |
| s 2 |           | Marie Meunier       | DVG   | Maire déléguée à Flize                                                |
|     |           |                     |       |                                                                       |
| T 3 |           | Else Joseph         | LR    | Conseillère départementale, adjointe au maire de Charleville-Mézières |
| s 3 |           | Marc Wathy          | LR    | Conseiller départemental, maire de Mogues                             |
|     |           |                     |       |                                                                       |
| T 4 |           | Jean-Philippe Renau | DVD   |                                                                       |
| s 4 |           | Séverine Godart     | DVD   |                                                                       |
|     |           |                     |       |                                                                       |
| T 5 |           | Maryse Despas       | RN    | Conseillère régionale                                                 |
| s 5 |           | Joël Zaremba        | RN    |                                                                       |
|     |           |                     |       |                                                                       |
| T 6 |           | Robert Chauderlot   | DVD   | Conseiller départemental                                              |
| s 6 |           | Maryvonne Doyen     | DVD   | Adjointe au maire d'Aiglemont                                         |
|     |           |                     |       |                                                                       |
| T 7 |           | Benoît Huré         | LR    | Sénateur sortant, conseiller départemental                            |
| s 7 |           | Pascale Gaillot     | LR    | Vice-présidente du conseil régional                                   |

## Résultats
| Candidats                | Candidats                | Parti                    | Nuance                   | Premier tour | Premier tour | Second tour | Second tour |
| Candidats                | Candidats                | Parti                    | Nuance                   | Voix         | %            | Voix        | %           |
| ------------------------ | ------------------------ | ------------------------ | ------------------------ | ------------ | ------------ | ----------- | ----------- |
|                          | Marc Laménie             | LR                       | LR                       | 431          | 46,39        | 517         | 55,65       |
|                          | Jean-Paul Bachy          | SE                       | DVG                      | 325          | 34,98        | 348         | 37,46       |
|                          | Else Joseph              | LR                       | LR                       | 283          | 30,46        | 365         | 39,29       |
|                          | Benoît Huré              | LR                       | DVD                      | 272          | 29,28        | 231         | 24,87       |
|                          | Robert Chauderlot        | SE                       | DVD                      | 131          | 14,10        | Retrait     | Retrait     |
|                          | Maryse Despas            | RN                       | RN                       | 36           | 3,88         | 32          | 3,44        |
|                          | Jean-Philippe Renau      | SE                       | DIV                      | 4            | 0,43         | Retrait     | Retrait     |
|                          |                          |                          |                          |              |              |             |             |
| Votes valides            | Votes valides            | Votes valides            | Votes valides            | 929          | 98,20        | 929         | 98,31       |
| Votes blancs             | Votes blancs             | Votes blancs             | Votes blancs             | 13           | 1,37         | 14          | 1,48        |
| Votes nuls               | Votes nuls               | Votes nuls               | Votes nuls               | 4            | 0,42         | 2           | 0,21        |
| Total                    | Total                    | Total                    | Total                    | 946          | 100          | 945         | 100         |
| Abstention               | Abstention               | Abstention               | Abstention               | 16           | 1,66         | 17          | 1,77        |
| Inscrits / participation | Inscrits / participation | Inscrits / participation | Inscrits / participation | 962          | 98,34        | 962         | 98,23       |